# 2회 정관장배 세계여자바둑선수권대회
2회 정관장배 세계여자바둑선수권대회는 한국의 박지은 四단이 한국의 윤영선 三단을 2 대 0로 꺾고 완봉승하며 우승을 차지했다. 

### 결승전
| 결승전 |                   |   |  |  |  |  |
|        |                   |   |  |  |  |  |
|        |                   |   |  |  |  |  |
|        | 박지은 四단(한국) | 2 |  |  |  |  |
|        | 윤영선 三단(한국) | 0 |  |  |  |  |